# Continental Professional Hockey League
La Continental Professional Hockey League era una lega dell'hockey su ghiaccio nordamericana.
Nasce nel 2005 dalle ceneri della North Eastern Hockey League: nella prima stagione prese avvio nel mese di novembre ma fu sospesa dopo sole 6 partite giocate. Si è ripreso l'anno successivo con i New England Stars a chiudere con un record di 20-0 e vincere facilmente il titolo contro i Mohawk Valley Icecats 2 partite a 0 (8-5 e 9-2).
La lega ha cessato la sua attività nel 2008.

## Squadre
- Copper City Chiefs (Rome NY)
- Findlay Freedom
- Norfolk IceCats (Simcoe ON)
- Kensington Valley Pounders

## Squadre defunte
2005-2006
- St. Catharines IceCats
- Philadelphia Comets (travel team)
- Pittsburgh Pounders (diventano Danville Pounders per il 06-07)
- Sault Ste. Marie Stampede

2006-2007
- Danville Pounders (spostati a Detroit per 2007-2008)
- Mohawk Valley IceCats
- New England Stars